# Coulrofobie
Coulrofobie is een ziekelijke angst voor clowns. Het valt onder de specifieke fobieën, net als bijvoorbeeld hoogtevrees of angst voor spinnen (arachnofobie). Caulrofobie is géén officiële diagnose in de DSM-5 of de DSM-5-TR wordt niet afzonderlijk bij naam genoemd.
Bij mensen met coulrofobie veroorzaakt de waarneming van een clown angst, paniek of nervositeit, zelfs een goedaardige of vrolijke clown. Dit kan zich uiten in lichamelijke reacties zoals een versnelde hartslag, zweten en de drang om te vluchten.
Coulrofobie komt relatief vaak voor. Onderzoek van de University of South Wales uit 2023 toont aan dat ongeveer een kwart van de volwassenen zich angstig voelt bij het zien van een clown.
Een kleine groep mensen heeft zelfs een zeer heftige coulrofobie, waarbij het denken aan of zien van clowns intense angst oproept. Bij kinderen is de angst voor clowns gangbaarder, maar ook veel tieners en volwassenen ervaren deze fobie. Meer dan de helft van de mensen vindt clowns eng, maar bij een echte fobie verstoort het hun dagelijks leven actief.
De oorzaak van coulrofobie is niet altijd duidelijk, maar uit onderzoek blijkt onder andere: de manier waarop clowns in films en media worden afgebeeld, het onvoorspelbare uiterlijk waarbij het moeilijk is hun emoties te lezen en negatieve ervaringen met clowns.